# Can Creus (Premià de Dalt)
Can Creus és una masia barroca de Premià de Dalt (Maresme) protegida com a bé cultural d'interès local.

## Descripció
Masia de grans dimensions de planta baixa, pis i golfes. Coberta per una teulada de dues vessants amb el carener perpendicular a la façana. Presenta un cos lateral adossat a la banda esquerra, amb una galeria de vuit arcs que recorren tota la llargada de l'edifici. A la façana es conserva el portal rodó dovellat. Destaquen els balcons del primer pis i, molt especialment, el coronament de l'edifici que combina les línies corbes concavoconvexes típiques del barroc. Decoren les façanes una sèrie d'esgrafiats de garlandes amb motius vegetals.
Hi ha un ampli jardí al davant de la casa, amb una part central tancada amb balustrades i una pèrgola amb columnes toscanes.
El jardí i la pèrgola van ser reformats el 1925 pel constructor Joan Comes.